# Якушин Михайло Йосипович
Михайло Йосипович Якушин (* 2 (15) листопада 1910, Москва — †3 лютого 1997, Москва) — радянський футболіст, хокеїст і футбольний тренер. Виступав за московське «Динамо», тренував «Динамо», «Динамо» (Тбілісі), «Пахтакор», «Локомотив» і збірну СРСР. Заслужений майстер спорту СРСР (1940) та заслужений тренер СРСР (1957).

## Біографія

### Сім'я
- Дружина — Ганна Федорівна.
- Син — Михайло, інженер, живе у Швеції з дружиною Біргітой та сином Нікласом.
- Дочка — Наталя, живе в Москві, її чоловік Ігор Фролов футбольний тренер. Виховали доньок Аллу та Ганну.

### Професійний футболіст
Вихованець московських команд «Уніон» та СТС (1924—1927). Перші тренери — Георгій Ернестович Мейєр та Володимир Михайлович Міндер. Виступав за московські клуби СТС (1928—1929), СКіГ (1931—1933).
З 1933 грав за «Динамо» (Москва), до того ж як в футбол так і в хокей з м'ячем.
Одночасно з цим закінчив землебудівний технікум (1930). Потім була служба в армії, яку проходив у Москві.
Грав в складі збірної Москви — 1934—1940. Учасник переможної поїздки «Спартак» (Москва) до Болгарії (1940), перших матчів із закордонними клубами — «Жиденіце» (Брно, Чехословаччина) у 1934, «Ресінг» (Париж, Франція) у 1936, матчів зі збірною Праги у 1935 та збірною Басконії у 1937.
Зіграв у 1935 в 3 неофіційних матчах за збірну СРСР, забив 1 гол.
Один із найкращих футболістів СРСР 1930—1940 років. Брав участь у першому чемпіонаті СРСР із хокею із шайбою, виступав за «Динамо» (Москва).

### Тренерська діяльність
З жовтня 1944 — по червень 1950 та з серпня 1953—1960 рр. — старший тренер команди «Динамо» (Москва). Як тренер ставав чемпіоном СРСР 6 разів — 1945, 1949, 1954, 1955, 1957 та 1959 роки, п'ять разів приводив команду до срібних нагород — 1946, 1947, 1948, 1956 та 1958 роки і один раз вигравав бронзові медалі — 1960 рік. При Якушині один раз команда володіла Кубком СРСР (1953) та тричі (1945, 1949 та 1955) виходила у фінал Кубка СРСР.
Під керівництвом Якушина «Динамо» (Москва) в листопаді 1945 року здійснило турне до Великої Британії. Під його керівництвом команда у 40-50-ті роки провело матчі із сильними клубами Європи та Південної Америки.
Разом з «Динамо» у 1945 став першовідкривачем нового тактичного варіанту — 1+4+2+4.
З серпня 1950 по серпень 1953, з липня 1962 по квітень 1964 та з серпня 1974—1975 роках Якушин працює старшим тренером «Динамо» (Тбілісі).
У 1965—1966, а потім у 1969—1970 роках, він був старшим тренером «Пахтакора» з Ташкента; а у 1973 році (до травня) — «Локомотива» (Москва).
У 1959 році (з вересня) та в 1967—1968 роках Якушин був старшим тренером першої збірної СРСР, яка під його керівництвом успішно провела відбіркові матчі Кубка Європи 1960 року, вийшла у фінальний турнір чемпіонату Європи 1968 року, посівши четверте місце. В 1967 році збірна під керівництвом Якушина провела блискучий сезон та була визнана щотижневиком «France Football» найкращою серед європейських національних збірних.
Одночасно з тренерською роботою в клубних командах він тренував в 1952 році (в період з червня по липень) та в 1957—1958 (по червень) роках тренером збірної СРСР, в 1959 році (по вересень) — тренером олімпійської збірної СРСР, в 1955—1956 роках старшим тренером другої збірної СРСР.
У 1961—1962 (по травень) роках працював тренером Федерації футболу СРСР.

## Досягнення

### Як гравець
Футбол
- Чемпіон РРФСР 1935 (5 матчів, 6 голів). Чемпіон Москви 1934 (о), 1935 (в).
- Чемпіон СРСР 1936 (весна), 1937, 1940 рр. У чемпіонатах СРСР з футболу — 87 матчів, 40 голів (+ 7 ігор, 3 голи в чемпіонаті 1941).
- Володар Кубка СРСР 1937 року.
- В «55-ти» — № 1 (1938).

Хокей з м'ячем
- Чемпіон СРСР 1936, срібний призер 1950. В чемпіонатах СРСР з хокею з м'ячем — 12 матчів, 19 м'ячів.
- Дев'ятиразовий володар (1937, 1938, 1939, 1940, 1941, 1947, 1948, 1949, 1950) Кубка СРСР у складі «Динамо» (Москва), в матчах Кубок СРСР з хокею з м'ячем — 40 матчів, 55 м'ячів.
- Найкращий бомбардир чемпіонатів СРСР (1936) — 9 м'ячів та (1950) 10 м'ячів.

Хокей із шайбою
- Чемпіон СРСР з хокею із шайбою сезону 1946/1947 у складі «Динамо» (Москва).

### Як тренер (футбол)
- Чемпіон СРСР (1945, 1949, 1954, 1955, 1957, 1959).
- Володар Кубка СРСР 1953.

## Пам'ять
15 листопада 2012 року, на честь 102-ї річниці з дня народження тренера, на фасаді будинку № 4 по Садова-Тріумфальній вулиці в Москві, де Якушин проживав з 1952 по 1975 роки, була встановлена меморіальна дошка.